# 遥かな町へ
『遥かな町へ』（はるかなまちへ）は、谷口ジローが1998年に発表した日本の漫画作品である。2009年に舞台化、2010年に映画化された。

## 概説
谷口ジローは、『犬を飼う』（1992年）を描き終えたことで、自身の体験や家族の話を創作に活す自信を得ていた。それが『父の暦』（1994年）や本作の発表に繋がった。本作は、あの時こうしておけば違った人生を歩んでいたのではないかという物語であり、今をしっかり生きてゆかなければならないという深意があったと語っている。翻訳されるにあたって、谷口ジローには「蒸発」という事象を欧州の読者に理解してもらえるか懸念があったというが、フレデリック・ボワレの入念な脚色によって、本書は欧州に於いて成功するに至った。

## 受賞
- 第3回文化庁メディア芸術祭マンガ部門マンガ部門優秀賞、1999年[6]。
- 第30回アングレーム国際バンド・デシネ・フェスティバル[注 1]、アルファアート最優秀脚本賞及びバンド・デシネ書店員賞、2003年、フランス[注 2][9]。
- 第37回ルッカコミックス&ゲームズ、グラン・グイニージ賞最優秀長編作品賞、2003年、イタリア[10][11]。
- 第3回ロミックス、最優秀日本語作品賞、2003年、イタリア[12]。
- ペデリス賞、2003年[13]。
- 第5回べデリ賞、金賞及び審査員特別賞、2004年、カナダ[注 3][14]。
- 第22回バルセロナ国際コミック・サロン、最優秀外国作品賞、2004年、スペイン[15][16]。
- 第3回映画と文学に関するフォーラム[注 4]、バンド・デシネ部門大賞、2004年、モナコ[17][18]。
- 第13回エアランゲン国際コミック・サロン[注 5]、2007年度年間賞及びマックス&モーリッツ賞最優秀マンガ賞、『遥かな町へ』、ドイツ[20][21]。

## あらすじ
48歳の中原博史は、酩酊して帰りの列車を乗り間違えてしまった。その列車は、幼少期を過ごした倉吉行きであり、この際、心臓発作で亡くなった母の墓に行くことにした。母の墓前で眩暈に襲われた中原博史は、14歳の自分にタイム・スリップしてしまう。それは、父が蒸発する4か月前の世界だった。

## 初出
ビッグコミックで全16話が発表された。
- 第1話 - 第31巻第9号（1998年4月25日（8）号）
- 第2話 - 第31巻第10号（1998年5月10日（9）号）
- 第3話 - 第31巻第11号（1998年5月25日（10）号）
- 第4話 - 第31巻第13号（1998年6月10日（11）号）
- 第5話 - 第31巻第14号（1998年6月25日（12）号）
- 第6話 - 第31巻第15号（1998年7月10日（13）号）
- 第7話 - 第31巻第16号（1998年7月25日（14）号）
- 第8話 - 第31巻第17号（1998年8月10日（15）号）
- 第9話 - 第31巻第18号（1998年8月25日（16）号）
- 第10話 - 第31巻第20号（1998年9月10日（17）号）
- 第11話 - 第31巻第21号（1998年9月25日（18）号）
- 第12話 - 第31巻第22号（1998年10月10日（19）号）
- 第13話 - 第31巻第24号（1998年10月25日（20）号）
- 第14話 - 第31巻第25号（1998年11月10日（21）号）
- 第15話 - 第31巻第26号（1998年11月25日（22）号）
- 第16話 - 第31巻第28号（1998年12月10日（23）号）

## 単行本
フランス語のほか、イタリア語、スペイン語、中国語、朝鮮語、カタロニア語、英語、オランダ語、ポーランド語、ドイツ語、クロアチア語及びノルウェー語に翻訳された。
日本語
1998年と1999年に上下全2巻が出版され、2005年には2巻合冊の全1巻として再版された。2021年には愛蔵本叢書「谷口ジローコレクション」の一書として出版された。
- 『遥かな町へ』（上巻）小学館〈ビッグコミックススペシャル〉、1998年11月。ISBN 4-09-183712-3。
- 『遥かな町へ』（下巻）小学館〈ビッグコミックススペシャル〉、1999年4月。ISBN 4-09-183713-1。
- 『遥かな町へ』小学館〈ビッグコミックススペシャル〉、2005年1月。ISBN 4-09-183715-8。
- 『遥かな町へ』小学館〈谷口ジローコレクション〉、2021年12月。ISBN 978-4-09-179366-9。

フランス語
カステルマンから、フレデリック・ボワレのフランス語訳で、第1巻が2002年9月27日に、第2巻が2003年6月4日に、カステルマンの叢書La collection Écrituresから刊行、第2巻発売の際には全2巻を化粧箱に収めた「コフレット（仏: Coffret）」も発売された。2006年11月17日には、2巻を1冊に合冊した「完全版（仏: L'Intégrale）」が発行、2010年11月3日には、映画公開に合わせて、映画に関する小冊子が付属した「特別版（仏: Edition Spéciale Film）」が出版された。
- Quartier lointain. Ecritures. Vol. 1. Éditions Casterman. 2002年9月27日. ISBN 2-203-37234-6。
- Quartier lointain. Ecritures. Vol. 2. Éditions Casterman. 2003年6月4日. ISBN 2-203-37238-9。
  - Coffret Quartier lointain. Ecritures. Éditions Casterman. 2003年6月4日. ISBN 2-203-39600-8。

- Quartier lointain (L'Intégrale ed.). Éditions Casterman. 2006年11月17日. ISBN 2-203-39644-X。
- Quartier lointain (Edition Spéciale Film ed.). Éditions Casterman. 2010年11月3日. ISBN 978-2-203-03036-7。
- Quartier lointain. Ecritures (Essentiel Ecritures ed.). Éditions Casterman. 2012年3月14日. ISBN 978-2-203-05675-6。
- Quartier lointain (Intégrale - 2016 ed.). Éditions Casterman. 2017年2月22日. ISBN 978-2-203-11479-1。
- Quartier lointain. Roman graphique (Format poche ed.). Éditions Casterman. 2020年6月17日. ISBN 978-2-203-09447-5。
- Quartier lointain (Sens de lecture original ed.). Éditions Casterman. 2022年11月9日. ISBN 978-2-203-21163-6。

## 演劇
フランス語
カステルマンのフランス語訳を原作に、ドリアン・ロセルが演出を担った。2009年2月20日にジュネーブで初演、以来フランス語圏で度々再演された。
日本語
2022年11月に東京で、ドリアン・ロセルの演出を日本人俳優の出演よって上演された。

## 映画
フランスで2010年11月24日に公開された原作と同名の映画は、サム・ガルバルスキが監督をし、ジョナサン・ザッカイ、レオ・ルグラン、アレクサンドラ・マリア・ララ、パスカル・グレゴリーらが出演した。物語の舞台はフランスのナンチュアで、主人公の名はトマ、職業も漫画家と改められた。谷口ジローは主人公の職業が変更された点について抵抗感を覚えたと語っている。この映画の音楽はエールによって作曲された。谷口ジロー本人も出演している。
日本国
劇場での公開はなかったが、2012年に開催された「まんが王国とっとり建国記念 国際まんが博」の関連行事として、同年11月10日に日本語字幕を付けての上映会が開かれた。
ビデオソフト
鳥取市が制作し、DVD-Videoを媒体として2013年2月27日に発売された。
- 『遥かな町へ』、2013年2月27日、ZMBY-8381、メディアファクトリー。

## 余聞
- 山陰放送は、『遥かな町へ』の舞台となった地を巡る番組を放送した[47]。
  - "2週連続谷口ジロー特集!〜「遥かな町へ」の舞台、倉吉を歩く〜". マルっと！とっとり. 2021年1月16日. 山陰放送. 2023年12月15日閲覧。

## 関連書誌
- 夏目房之介 編「谷口ジロー『遥かな町へ』と私の仕事」『マンガの居場所』エヌ・ティ・ティ出版、東京、2003年4月21日。ISBN 4-7571-5039-3。 NCID BA6225379X。OCLC 675480779。全国書誌番号:20408715。

## 脚註

### 註釈
1. ↑  日本放送協会並びに京都国際マンガミュージアムは、「Festival International de la Bande Dessinée d'Angoulême」を「アングレーム国際漫画祭」と邦訳している[7][8]。
2. ↑  第30回アングレーム国際バンド・デシネ・フェスティバルのアルファアート最優秀脚本賞及びバンド・デシネ書店員賞は、カステルマンが刊行したフランス語版『遥かな町へ』全2巻のうち、2002年に刊行された第1巻に対して贈られた[9]。
3. ↑  第5回べデリ賞の審査員特別賞は、カステルマンの『遥かな町へ』のコフレット（仏: Coffret）に対して贈られた[14]。
4. ↑  扶桑社の染谷誠は、「Forum International Cinema & Litterature」を「映画と文学に関するフォーラム」と邦訳している[13]。
5. ↑  日本国政府は「Internationale Comic-Salon Erlangen」を「エアランゲン国際コミック・サロン」と邦訳している[19]。
6. ↑  谷口ジローコレクションは、現存する原稿を最新のスキャナで取り込み、セリフなどの文字を打ち直し、判型は初出時と同じB5判、雑誌掲載時に4色印刷及び2色印刷で掲載されたページは全て4色印刷で再現した愛蔵本叢書である[24]。
7. ↑  谷口ジローは『遥かな町へ』をエールの曲を聴きながら描いていて、映画の音楽をエールが担当すると聞いて、その偶然に大変驚いたという[42]。
8. ↑  鳥取県内では2013年2月20日から先行販売された[45]。